# Christian Gottlob Holtzhausen

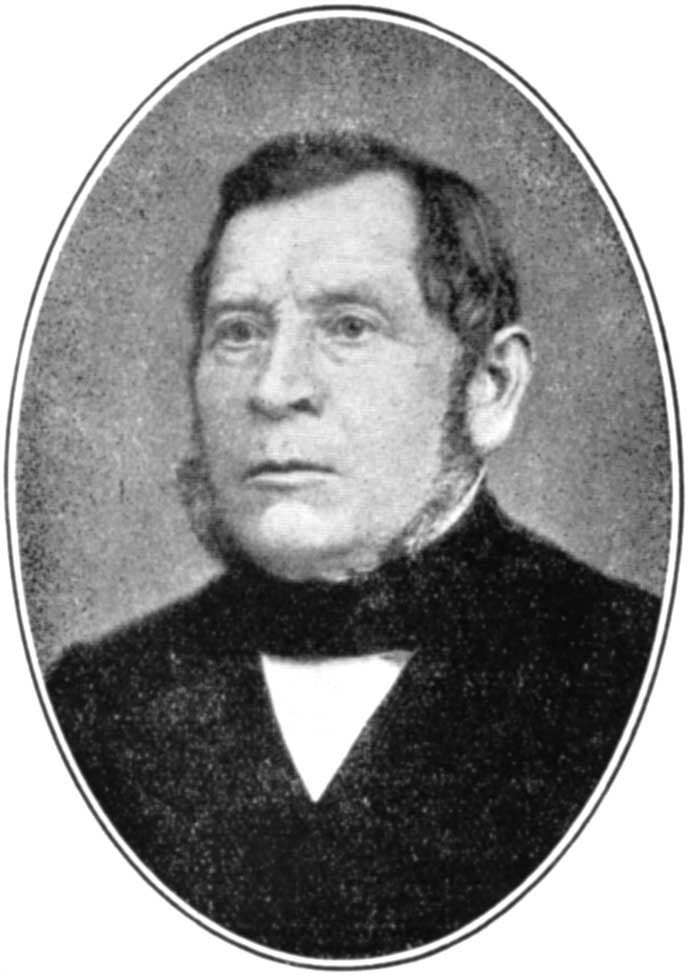
Christian Gottlob Holtzhausen

Christian Gottlob Holtzhausen (* 12. Mai 1811 in Wittenberg; † 12. Juni 1894 ebenda) war ein Ehrenbürger von Wittenberg.

## Leben
Holtzhausen stammte aus einer ursprünglich in Magdeburg angesiedelten Familie, von der ein Vertreter am Ende des 18. Jahrhunderts in Wittenberg tätig wurde. Der Sohn des Tuchmachermeisters und Bürgers in Wittenberg Johann Jakob Holtzhausen (* 29. Juni 1772 in Magdeburg; † 14. Oktober 1844 in Wittenberg) und dessen zweiter Frau Johanna Friedericke Wilhelmine (geb. Kretschmar; * 4. März 1784; † 6. März 1824 in Wittenberg) hatte die Wittenberger Stadtschule besucht und vom Vater das Tuchmacherhandwerk erlernt. Am 7. März 1834 wurde er selbst Tuchmachermeister und damit verbunden erwarb er das Wittenberger Bürgerrecht. 
Von seinem Vater übernahm er dessen Tuchmachermanufaktur und entwickelte diese zur frühindustriellen Tuchfabrik weiter. Ab 1853 beteiligte sich Holtzhausen als ehrenamtlicher Stadtrat und Stadtverordneter an den organisatorischen Aufgaben in Wittenberg. Nachdem er dreißig Jahre lang segensreich in diesen Ämtern gewirkt hatte, trat er von seinen Ehrenämtern aus Altersgründen zurück.  In Anerkennung seiner wertvollen Dienste als Stadtverordneter und Stadtrat wurde ihm am 22. November 1883 das Ehrenbürgerrecht in Wittenberg verliehen.
Im Juni 1894 starb Holtzhausen in Wittenberg. Er wurde auf dem Wittenberger Stadtfriedhof, in dem Familiengelege der Holtzhausens, in der Dresdener Straße beigesetzt. 
Seine Nachfahren stellten die Fabrikation von Tuchen ein und errichteten stattdessen eines der größten Textilkaufhäuser der Stadt. Heute befindet sich in diesen Räumlichkeiten das C & A-Kaufhaus.